# Polska (tygodnik)
Polska. Tygodnik Polaków w ZSRR – polski tygodnik ukazujący się w Związku Radzieckim w latach 1941–1943.

## Historia
Pierwszy numer pisma ukazał się 4 grudnia 1941 jako oficjalny organ Ambasady Polskiej w Kujbyszewie. Redaktorem pisma został przybyły z Londynu Ksawery Pruszyński, następnie Teodor Parnicki i Jan Erdman. Z pismem związany był też Wiktor Weintraub i Bernard Singer. W „Polsce” pojawiały się teksty autorów, takich jak Antoni Słonimski, Arkady Fiedler, Stanisław Baliński, Władysław Broniewski, Aleksander Wat, Maria Kuncewiczowa.
„Polska” poruszała bieżące wydarzenia, jak wojsko polskie w ZSRR, prześladowania w kraju, lotnictwo, Warszawa, prasa podziemna, poświęcając im osobne numery. Z powodu ingerencji cenzury radzieckiej pismo miało trudności w podejmowaniu trudnych tematów z zakresu stosunków polsko-radzieckich, jak np. deportacje ludności polskiej.
Część materiałów w piśmie pochodziła z londyńskiego tygodnika „Wiadomości Polskie, Polityczne i Literackie”. Od numeru 7 z 1942 pismo posiadało stały dział „Skarbnica literatury polskiej”. Inna stała rubryka – „Poszukiwanie rodziny” – pomagała Polakom rozsianym po ZSRR w odnalezieniu swoich bliskich.
Po opuszczeniu ZSRR przez armię polską pismo pozostawało jedynym w Związku Radzieckim organem prasowym rządu RP. Zostało zamknięte po jednostronnym zerwaniu przez ZSRR stosunków z rządem polskim.